# Clara et les Chics Types
Pour plus de détails, voir Fiche technique et Distribution.
Clara et les Chics Types est un film français réalisé par Jacques Monnet et sorti en 1981.

## Synopsis
À Grenoble, Mickey, Bertrand, Frédéric, Charles, Louise et Aimée, réunis par un même amour de la musique, forment un groupe, les Why Notes. Un jour, Bertrand remarque Clara, au moment où elle s'enfuit de l'église où se célèbre son mariage avec un riche entrepreneur.
Quelques heures plus tard, alors que le groupe s'apprête à partir en concert à Paris, Bertrand retrouve Clara qui lui propose de fuir avec elle et disparaît. Bertrand, complètement subjugué par Clara, abandonne le groupe et part à sa recherche.

## Fiche technique
- Titre : Clara et les Chics Types
- Réalisation : Jacques Monnet, assisté de Stéphane Clavier, Jérôme Enrico
- Scénario : Jean-Loup Dabadie, Jacques Monnet
- Dialogues : Jean-Loup Dabadie
- Décors : Dominique André
- Costumes : Annie Périer
- Photographie : Yves Lafaye
- Montage : Pierre Gillette
- Musique : Michel Jonasz, Manu Katché
- Producteur : Alain Poiré
- Sociétés de production : Gaumont International, Production Marcel Dassault
- Sociétés de distribution : Gaumont
- Format : Couleurs - 35 mm - 1,85:1 - Mono
- Genre : Comédie dramatique, comédie romantique
- Durée : 110 minutes
- Dates de sortie : France : 14 janvier 1981

## Distribution
- Thierry Lhermitte : Bertrand
- Isabelle Adjani : Clara
- Josiane Balasko : Louise
- Daniel Auteuil : Mickey
- Christian Clavier : Charles
- Christophe Bourseiller : Frédéric
- Marianne Sergent : Aimée
- Anouk Ferjac : Edwige
- Roland Giraud : Paul
- Monique Chaumette : la mère de Louise
- Antoine Bourseiller : le père de Louise
- Gaëlle Legrand : Marie-Claude
- Gilles Janeyrand : Jean-Michel, le travesti
- Frédérique Tirmont : Édith
- Jacques Rosny : Michel
- Panya Souvannaphouma : le Chinois
- Michel Pilorgé : le mari d’Édith
- Denise Noël : la mère de Frédéric
- Gaby Wagner : Hildegarde
- Lars Wilck et Marc Zitzmann : les enfants allemands
- Henri Contet : le surveillant du lycée
- Alain Astarita : Zozo (le fils d'Edwige)
- Aude Blanchard : Sylvie (la fille d'Edwige)
- Richard Andry : le pseudo-cambrioleur à la valise
- Frédéric Monnet : l'élève bègue
- Bertrand Penot : un autre élève
- Didier Pain : un ancien camarade de Charles (le jovial)
- Gilbert Simorre : un ancien camarade de Charles (le cadre supérieur)
- Jacky Canal : un ancien camarade de Charles (le barbu)
- Jean-Jacques Grimblat : le danseur de slow
- Tatiana Vialle : hôtesse agence Avis
- Jean-Michel Goudard : le père « qui a réappris à parler » à son fils
- Bernard Bouille : Georges, le pilote d'avion
- Philippe Sturbelle : le joueur de bridge
- Jean-Pierre Taste : le domestique des parents de Frédéric
- Claude Legros : l'officier de police au concert de Michel Jonasz
- Philippe Nahon et Michel Feder : les policiers au concert
- Fausto Costantino et Michel Moriau : les pompiers
- Jean-Pierre Rivière : garçon de café
- Marina de Blonay : grand-mère à Roissy
- Pierre Baton

## Personnages
Clara
Jeune femme psychologue pour enfants, elle plaque son métier et ses attaches pour épouser un influent promoteur immobilier et le suivre en Afrique. Mais lors de son mariage c'est finalement lui qu'elle plaque. Femme à l'humeur changeante, son credo est de vivre l'instant présent, de rester libre, de ne jamais « être sur la photo », de peur de jaunir et de se voir faner par le temps qui passe. Elle enflamme le cœur de Bertrand puis de Mickey.
Bertrand
Professeur trentenaire à l'allure vestimentaire digne de ses propres élèves, il est le chanteur des Why Notes, découvert par Mickey dans une manifestation. Il semble en décalage avec sa propre vie, avec une femme allemande austère, et des enfants qu'il ne voit que pendant les congés et qu'il ne comprend pas, lui ne parlant pas l'allemand, eux ne parlant pas le français. Il sera le premier à rencontrer Clara, et à lui avouer qu'il ne se sent pas très bien dans sa vie.
Il ne semble pas avoir pris conscience qu'il n'est plus si jeune, ce qui rend le personnage cocasse dans bien des situations. Comme lorsque secouru par les pompiers il clame « c'est pas parce que je suis un jeune que vous devez me molester » et que les pompiers rétorquent « on vous moleste pas, et vous êtes pas spécialement jeune d'abord ». Il recourt fréquemment à un langage très universitaire (plus ou moins approximatif) comme s'il était resté figé à son époque étudiante : « Y'a une phrase formidable de Spinoza, que j'ai oubliée, mais il avait raison ».
Le personnage bénéficie en outre de répliques de choix : « Écoute, tu fais une drôle de nuque », « je suis trop impulsif, j'ai du sang suisse », entre autres...
Mickey
Batteur des Why Notes, il est dans le civil inspecteur de police stagiaire, par défaut plus que par vocation. Fluet et quelque peu trouillard, il n'a pas les qualités requises pour faire un bon flic, en plus de sa phobie de l'avion. Il vit avec une femme d'une dizaine d'années son aînée, et qui a déjà deux grands enfants. Meilleur ami de Bertrand, il aura pourtant à choisir entre son amitié fidèle et le corps de Clara.
Le personnage est à la fois amusant et attachant car bien souvent dépassé par les évènements. Il tente bien de faire face mais de manière on ne peut plus maladroite. Il accumule ainsi les gaffes dans son métier de policier (« Vous posez beaucoup de questions, M. Pétrovich »). Il est particulièrement mal à l'aise pour gérer un rôle de père qu'Edwige (sa compagne plus âgée) tente de lui faire endosser. Le comble du malaise est atteint dans la scène culte où il répond à l'interrogatoire de Bertrand sur son emploi du temps nocturne (nuit que Mickey a passée avec Clara).
Louise
L'une des choristes du groupe, elle vadrouille de petit boulot en petit boulot, et est littéralement saoulée par les disputes incessantes de ses parents. À l'aise ni dans sa vie professionnelle ni dans sa vie privée, elle prévoit de participer à un rallye-raid féminin en Afrique avec une coéquipière francilienne, afin de s'évader de son quotidien. Confidente idéale de ses amis, elle a la particularité d'être la narratrice du film.
Ce rallye-raid devait être pour Louise un bol d'air, un « projet » dans sa vie. Mais tout s'écroule lorsqu'elle apprend que le mari de sa coéquipière (photographe) est chargé de couvrir la course. Or, comme les parents de Louise, le couple se dispute sans fin. Elle comprend alors qu'elle doit faire équipe avec quelqu'un d'autre... Contre toute attente, c'est Clara qui se proposera en toute fin de film.
Charles
Parisien exilé à Grenoble, prothésiste dentaire et pianiste-saxophoniste du groupe des Why Notes. Il profite d'un gala à Paris pour retrouver son lycée et ses anciens camarades de classe, avec qui il se rend compte qu'il est finalement resté le plus jeune, dans l'apparence et dans la tête. Sans doute l'un des plus aisés et accomplis du groupe, il est marié à Aimée et en est maladivement jaloux, allant jusqu'à la questionner sur ses activités quotidiennes.
Ce trait de caractère est le principal ressort comique du personnage car il provoque des attitudes souvent ridicules que ce soit par jalousie ou fierté (« Vous voulez ma photo, Albert ? », « Elle est venue vers moi, allez savoir pourquoi »). Cet amour exclusif le rendra très malheureux lorsqu'il s’apercevra qu'Aimée est partie avec le « Chinois ».
À noter également, son côté très terre à terre : « Lâche-moi, c'est de l'alpaga », quand Paul l'attrape violemment par le col ou « tout le monde veut ses dents pour partir en vacances » lorsqu'il justifie son énervement.
Frédéric
Issu d'une famille parisienne aisée et bourgeoise, il plaque ses études et son milieu, révolté par le système élitiste de sélection des concours aux agrégations des professeurs, et décide de repartir de zéro, en se mêlant à la base et en cherchant un travail sans mettre à profit ses nombreuses années d'études. Il décroche un emploi intérimaire à EDF pour réparer les poteaux électriques. Très cultivé, il participe à la diffusion d'une radio pirate avec Louise et est en outre le bassiste du groupe.
Personnage un peu lunaire, il a régulièrement des répliques en décalage complet avec la situation (« C'est quoi comme oiseau ? – Lady Vanishes, le film d'Hitchcock... »).
Comme Bertrand, il utilise fréquemment un langage soutenu, quasi littéraire, dans la conversation courante. Il échange par exemple des clefs à l'aide d'une phrase code (avec un ami qu'il connait parfaitement) en s'appuyant sur quelques vers de Bérénice, ou déclame une longue tirade avant de gifler un policier : « Monsieur, vous n'êtes pas responsable des ordres que l'on vous donne pour entraver la libre circulation des individus dans un pays démocratique. C'est pourquoi je vous prie de ne pas vous sentir personnellement visé par mon geste que nous allons considérer, ensemble, comme un simple symbole de protestation contre la répression dont vous êtes un suppôt involontaire et, j'en suis persuadé, extrêmement sceptique. »
Aimée
Femme brillante mais mystérieuse, dont on ne connaît pas vraiment le métier, elle a fait des études de sciences politiques et de langues orientales et s'occupe de faire des traductions de textes. Divorcée d'un entrepreneur de travaux publics un peu rustique, elle se remarie avec Charles et devient la seconde choriste du groupe. D'apparence toujours à l'aise et bien dans sa peau, très cultivée, sa faiblesse est de pratiquer des « étreintes psychologiques » avec un Chinois spécialisé dans « l'acupuncture verbale » (les mots sont des aiguilles et les aiguilles sont des mots).
Elle s'organise pour le rencontrer à Paris pendant le concert donné par les Why Notes. Elle est bien obligée d'inviter Charles à la conversation mais le dialogue se faisant complètement en chinois, ce dernier ne comprend rien ! Conversation sous-titrée où l'on apprend qu'Aimée sollicite régulièrement le Chinois qui, de son côté, est venu lui dire d'arrêter de le harceler. Ils finiront néanmoins la journée ensemble et, sans la toucher, il la démolira psychologiquement « en jouant avec son corpus et sa généalogie » !
Paul
C'est l'ex-mari d'Aimée. Patron dans les travaux publics, il prête et customise un minibus pour les Why Notes. Il ne semble pas avoir tourné la page Aimée, n'hésitant pas à afficher des photos intimes dans son bureau et à se mêler de la relation qu'elle entretient désormais avec Charles. Il est du reste obsédé par le « Chinois ».
Edwige
Compagne de Mickey, qui a une dizaine d'années de plus que lui, dont on sait peu de choses. Elle a deux ados d'une précédente liaison. Le père est absent et Edwige a du mal à faire face. C'est pourquoi elle leur demande d'appeler Mickey « Papa », l'intéressé étant très gêné puisqu'à peine plus vieux qu'eux !
D'une manière générale, elle l'aime mais ne le comprend pas, comme lorsqu'elle lui offre un holster pour son anniversaire alors qu'il n'aspire qu'à une chose : quitter la police et tous ses symboles ! Elle sera profondément blessée lorsqu'elle apprendra incidemment que Mickey l'a trompée avec Clara.
Michel
Le mari de Clara. Elle le plaque à l'église, en plein mariage, au moment des alliances... pour se réconcilier un peu plus tard dans la journée et le quitter à nouveau le soir ! Clara le définit comme « une espèce de type à quartz » avec « une idée par seconde ».
En grand entrepreneur qu'il est, il n'hésitera pas à organiser la nuit de noces dans l'appartement témoin d'un immeuble qu'il construit. C'est à la porte de cet appartement que le personnage, interprété par Jacques Rosny, se lancera dans une tirade d'anthologie pour expliquer pourquoi et comment Clara et lui viennent de se quitter (« [...] les composantes de nos caractères provoquaient une résultante finalement conflictuelle »).
Le Chinois
Le personnage n'est présent que quelques instants à l'écran mais sujet de bien des conversations : de Paul qui, un brin raciste, veut en faire de la « confiture de citron » à Frédéric qui est le premier à savoir qu'Aimée est partie avec lui, se demandant s'il doit laisser Charles « dans une ignorance risible » !

## Production
Le tournage a eu lieu du 27 juillet au 10 octobre 1980.
Dans la première partie du film, l'action est supposée se dérouler à Grenoble mais certaines scènes ont été tournées à Annecy. On reconnait en particulier la 'Brasserie de l'Hôtel de Ville', et l'église Saint-François-de-Sales utilisée pour les extérieurs du mariage de Clara.
Le lycée dans lequel les Why Notes se produisent est le lycée Janson-de-Sailly situé dans le 16e arrondissement de Paris.

## À noter
- Le titre du film est un clin d'œil au film de Raoul André Clara et les Méchants (1957). Dans Clara et les Chics Types, le titre est évoqué une fois dans les dialogues de Jean-Loup Dabadie, par la voix de Bertrand : « Vous êtes tous des chics types, même les filles » !
- La musique et les chansons du film sont signées Michel Jonasz. Le style de musique créé par Jonasz colle avec l'esprit du film et l'image que donnent les protagonistes : gaie dans la forme mais triste et mélancolique dans le fond. Il signera en 1988 une autre musique de film, celle de Miss Missouri d'Élie Chouraqui avec Richard Anconina et la chanson I'm Leaving Home, Mama.
- Parmi les répliques cultes : dans le dortoir du lycée où dorment les Why Notes, Bertrand chuchote à Louise la lettre de rupture qu'il a écrite à sa femme : « Hildegarde, je ne t'ai peut-être jamais autant aimée que cette nuit mais pourtant, tu vas rire, je te quitte ». On entend alors la voix de Louise dans la pénombre : « Enlève “tu vas rire” ».